# Пшениця м'яка

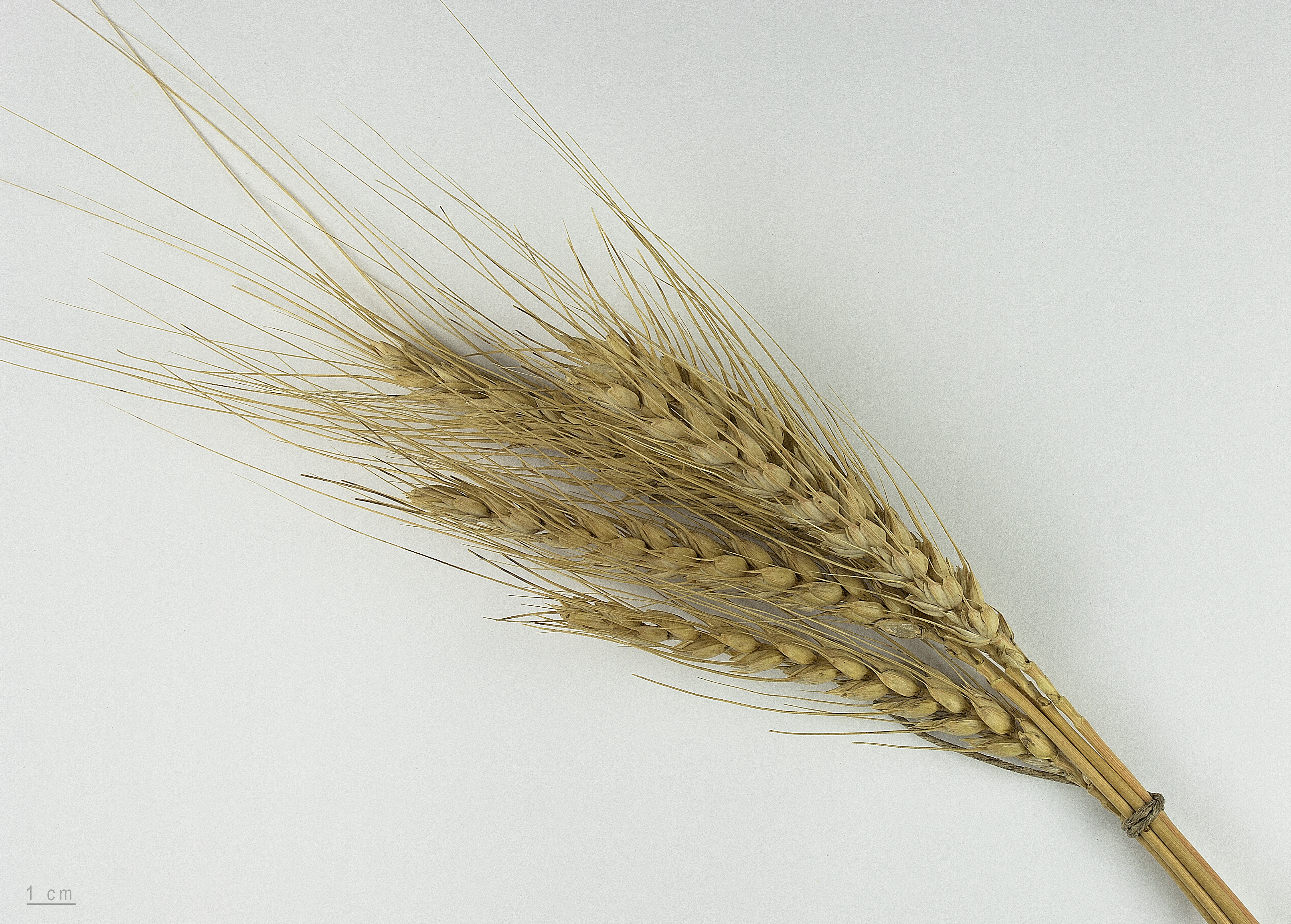
Triticum aestivum subsp. aestivum — Тулузький музей

Пшениця м'яка або пшениця звичайна (Triticum aestivum L.) (Triticum vulgare), також знана як хлібна пшениця — вид зернових злаків. Це найбільш широко розповсюджений вид пшениці, вирощується у Європі, Азії та Індії, Північній та Південній Америці й Австралії.

## Морфологія

### Коренева система
Озима пшениця утворює добре розвинену, розгалужену кореневу систему мичкуватого типу. Основна маса її розміщується в орному шарі ґрунту, окремі корені проникають на глибину 1,5–2 м і більше. Із зародка насінини спочатку виростає 3-6 однаково розвинутих зародкових коренів, утворюючи первинну кореневу систему. У процесі росту з підземних стеблових вузлів, і найбільше з вузла кущіння, утворюються стеблові або вузлові корені, які складають основну масу кореневої системи пшениці. Розвиток кореневої системи залежить від низки чинників. За меншої вологості ґрунту корені проникають на більшу глибину. На перезволожених ґрунтах, внаслідок погіршення газообміну, корені розвиваються слабо й лише в поверхневих шарах. Найкраще ростуть корені при вологості ґрунту 60-70% від повної вологомісткості. Розвиток кореневої системи залежить від біологічних особливостей сорту. При зниженні температури відносно краще ростуть корені, при підвищенні — надземні органи. На родючих ґрунтах і після кращих попередників коренева система менш розвинута порівняно з надземними органами, ніж на бідних ґрунтах. Азотні добрива сприяють кращому росту надземної маси, а фосфорні — коренів рослин. Дещо поліпшують розвиток коренів і калійні добрива.

### Стебло
Ріст зачаткового стебла починається з часу проростання зерна. У пшениці воно має назву соломина, яка складається з 4—7 міжвузлів, розділених стебловими вузлами. Росте стебло у висоту внаслідок поділу клітин біля вузлів. Його міжвузля видовжуються і потовщуються. Одночасно стебло росте і верхівкою всередині листкової трубки. Кожне наступне міжвузля довше за попереднє. Найвищий приріст стебла за добу може становити 5–7 см, і припадає він на період перед виколошуванням. Після закінчення цвітіння ріст стебла зовсім припиняється.Висота стебла залежить від біологічних особливостей сорту, родючості ґрунту, удобрення, вологості, густоти стояння та ін. Вважається, що найбільшу потенціальну продуктивність мають короткостеблові сорти зі співвідношенням маси зерна до соломи, як 1:1.

### Листок
Листок пшениці складається з листкової пластинки та листкової піхви, яка щільно охоплює стебло. В місці переходу піхви у листкову пластинку є язичок, що запобігає затіканню у піхву води, потраплянню пилу тощо. По боках язичка є вушка. За вушками і язичком пшеницю відрізняють від інших злаків до викидання рослинами суцвіть. Найперше утворюються прикореневі листки, які формуються з підземних вузлів. Пізніше з надземних вузлів ростуть стеблові листки. Листки виконують важливу фізіологічну функцію в житті рослини, забезпечуючи проходження процесу фотосинтезу, транспірації та газообміну. Чим більша асиміляційна поверхня, тим вища продуктивність рослин. Площа поверхні листків на 1 га в озимої пшениці може становити 30–60 тис. м². Крім того, листки пшениці є тимчасовим сховищем запасних поживних речовин, а також частково виконують і механічні функції, укріплюючи міцність стебла.

### Суцвіття
В пшениці суцвіття — складний колос, який складається з членистого стрижня і колосків. На кожному виступі колосового стрижня міститься по одному багатоквітковому колоску. Загальна їх кількість коливається від 16 до 22 шт. Довжина колоса, кількість колосків у ньому залежить від сортових особливостей і технології вирощування. Колосок складається з двох колоскових лусок, які захищають від пошкоджень квітки, а потім зерна, які з них розвиваються. Луски відрізняються кольором, запушенням і формою, що є основою визначення різновидностей і сортів пшениці. Між колосовими лусками розміщується одна або декілька квіток. Кожна квітка у пшениці з обох боків прикривається двома квітковими лусками — зовнішньою і внутрішньою. Зовнішня в остистих сортів закінчується остюком, у безостих — остюковим відростком. Між квітковими лусками містяться найважливіші частини квітки — зав'язь з дволопатевою приймочкою і три тичинки з пиляками. Першими починають цвісти квітки середньої частини колоса, а потім зона цвітіння поширюється по всьому колосу. В колоску першими зацвітають дві нижні квітки, а через 1-2 дні — решта (третя, четверта і т.д.). Квітки, що цвітуть першими, формують найбільше зерно. Залежно від місця розміщення колоска в колосі та умов вирощування, в ньому може утворитися від 1 до 6 зернівок. Пшениця — самозапильна рослина (клейстогамія), але у жарку погоду може запилюватися перехресне.

### Плід
У пшениці плід  має назву зернівка. Зовні зернівка вкрита плодовою і насінною оболонками. Вони захищають зерно від впливу чинників зовнішнього середовища і пошкодження хворобами та шкідниками. Маса оболонок становить 7-8% маси сухої речовини зерна, а з цієї кількості на частку плодової оболонки припадає 70-85%. Зерно за формою овальне, яйцеподібне, бочкоподібне, завдовжки 4—11 мм. Під оболонками в нижній частині зерна розміщується зародок. Його маса становить 1,5-3,0% від маси зернівки. При помелі зерна зародки разом з оболонками відходять у висівки. Зародок має щиток, що є сім'ядолею зернівки, і призначений для вбирання поживних речовин з ендосперму. Найбільшу частину зернівки пшениці займає ендосперм. Зовнішній (алейроновий) шар клітин ендосперму багатий на азотні сполуки. Проте білок цього шару не еластичний і не пружний, тому домішування його до борошна знижує якість останнього. За товщиною алейроновий шар майже дорівнює оболонкам зернівки. Під алейроновим шаром міститься основна (борошниста) частина ендосперму. Вона складається з клітин, наповнених крохмальними зернами, в проміжках між якими містяться білкові речовини переважно у вигляді клейковини. На ендосперм разом з алейроновим шаром припадає близько 90% ваги зернівки пшениці.

## Походження
Сьогодні вирощується м'яка пшениця, котра виникла в результаті багаторазових перехрещень диких і культурних видів рослин, генетичних мутацій, селекції, що триває вже протягом десятків тисяч років, яку практикує людство. Радикальні генетичні зміни були зроблені в 50-х роках XX ст. завдяки схрещуванню з короткостеблим сортом Norin 10, виведеним у Японії. В результаті з дикоростучої рослини висотою 1,2 м, з дрібними, які не може бути відділені від луски зерен пшениці, була створена заввишки близько 40 см, з у чотири рази більших колосках і більших зернах, які легко вимолочуються. В наш час пшениця дає у 10 разів вищі врожаї, ніж в історичні часи, культивується тисячі сортів.
М'яка пшениця гексаплоїдна з числом хромосом 2n = 42. З шести наборів хромосом, два отримані від Triticum urartu, два від Aegilops speltoides, два від Aegilops tauschii. Початок еволюції дали перші два перераховані види, які схрещувались між собою і дали новий вид — Triticum dicoccoides з чотирма наборами хромосом (2n = 28). Це сталося спонтанно, близько 580-820 тисяч років тому. З Triticum dicoccoides у результаті спонтанної мутації була створена полба (Triticum dicoccon). Полба схрещуючись з Aegilops tauschii породила новий вид — спельта (Triticum speltum) з шістьма наборами хромосом, з якої в результаті мутації виникла м'яка пшениця. Це сталося близько 8500 років тому.

## Застосування
- Одна з основних зернових культур. З неї виготовляють борошно і каша (манна і пшенична крупа).
- Один з основних кормів у сільському господарстві. У тваринництві однаково використовується солома і висівки.
- Крохмаль використовується в медицині, а висівки в дієтології.

## Згадування у культурі
- У Біблії пшениця згадується більш ніж 70 разів, вирощувалось 3 види. Пшениця м'яка та пшениця тверда (Triticum durum) описані єврейським словом ḥíţţa(h), полба (Triticum dicoccon) описана єврейським словом kussemeţ. Крім пшениці описані інші загальні терміни, що означають: збіжжя (зерно), збіжжя стояче у полі, дещиця зібраного збіжжя, поодиноке стебло, намолочене і не очищене збіжжя, намолочене й очищене збіжжя, смажене збіжжя, фураж, кормові. У біблійні часи в Ізраїлі пшениця була найважливішим зерном. 90% зерен, що були знайдені при розкопках в околиці Senacheryba (близько 700 років до нашої ери) є зерна пшениці.
- Очікування дозрівання пшениці в Ізраїлі пов'язане з багатьма сільськогосподарськими святами. Під час свята Szawuot (свято жнив), храму жертвують врожай пшениці[5].